# رندی گربر
رندی گربر (انگلیسی: Rande Gerber؛ زادهٔ ۲۷ آوریل ۱۹۶۲) سرمایه‌گذار اهل ایالات متحده آمریکا است که از تبار یهودیان روسیه است.. او در هیولت، نیویورک بزرگ شد و در همانجا به مدرسه رفت و در دانشگاه آریزونا لیسانس بازاریابی گرفت. وی از سال ۱۹۸۶ میلادی تاکنون مشغول فعالیت بوده است و با شراکت جرج کلونی و مایکل ملدمن، تکیلای برند کاسامیگوس را بنیان‌گذاری کرد. وی همچنین بنیان‌گذار و مالک شرکت‌های سرگرمی شبانهٔ «میدنایت اویل»، «کالیچه رام»، و «گربر گروپ»، و سهامدار مجموعه‌ای از مراکز تفریحات شبانه، مانند رستوران‌ها، بارها و سالن‌های استراحت در سراسر جهان است. وی همسر سیندی کرافورد و پدر کایا گربر است.